# Bobby Phills
Bobby Ray Phills II (ur. 20 grudnia 1969, zm. 12 stycznia 2000) – amerykański koszykarz ligi NBA, grał na pozycji rzucającego obrońcy.

## Kariera
Wybrany w 1991 roku w drafcie przez Milwaukee Bucks, gdzie nie rozegrał ani jednego spotkania w barwach kozłów. Po epizodzie w Milwaukee Phills, na krótki okres powędrował do ligi CBA, do klubu Sioux Falls Skyforce, by jeszcze w roku 1991 podpisać umowę z Cleveland Cavaliers. W drużynie Cavs Phills grał w latach 1991–1997 i zapracował na miano bardzo solidnego gracza, który znany był z tego, że jako jednemu z niewielu zawodników ligi NBA udawało się powstrzymywać samego Michaela Jordana. W sezonie 1995–1996 został wybrany do drugiej piątki najlepiej broniących ligi. Drugim klubem Phillsa był zespół Charlotte Hornets, gdzie grał do końca swej kariery.
12 stycznia 2000 zginął tragicznie prowadząc swoje Porsche z nadmierną prędkością (121 km/h) – ścigał się wówczas ze swym przyjacielem z klubu, Davidem Wesleyem. Był żonaty z Kendall oraz miał trójkę dzieci. 9 lutego 2000 Hornets zastrzegli numer, z którym występował – 13.
W 1996 wystąpił w filmie Eddie.